# لی شانشان
لی شانشان (به انگلیسی: Li Shanshan) ژیمناست زادهٔ ۲۲ فوریه ۱۹۹۲ میلادی اهل کشور چین است.